# Passenger Terminal Amsterdam

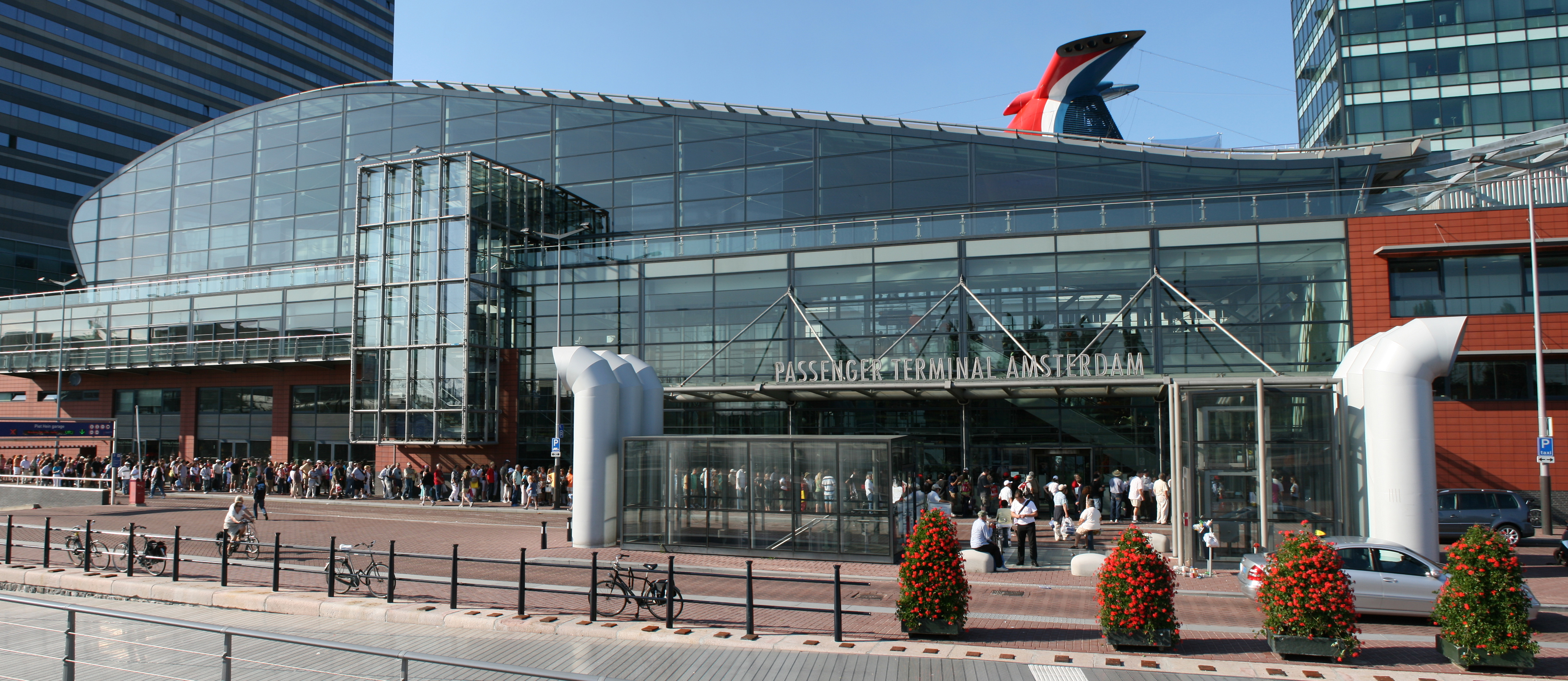
Het gebouw van de PTA

De Passenger Terminal Amsterdam (PTA) aan de Piet Heinkade is in 2000 in gebruik genomen als aanlegplaats voor cruiseschepen. Voordien was er een kleinere passagiersterminal. Het opvallende gebouw aan het IJ, in 1997 ontworpen door Larry Malcic van het architectenbureau Hellmuth, Obata + Kassabaum (HOK), is grotendeels van glas en heeft de vorm van een grote golf. De passagiershal wordt regelmatig verhuurd voor beurzen en evenementen. Naast het gebouw van de PTA liggen het Muziekgebouw aan 't IJ en het Mövenpick Hotel Amsterdam.

## Voorzieningen
De Passenger Terminal Amsterdam is eigendom van de Haven Amsterdam. De kadelengte bedraagt 600 meter, zodat ook de grootste schepen kunnen afmeren. Jaarlijks leggen er zo’n honderd cruiseschepen aan en voorts nog enkele honderden schepen voor Rijncruises. De PTA is voorzien van een installatie om stroom te leveren aan cruiseschepen ("on-shore power supply"), waardoor deze hun zeer vervuilende dieselgeneratoren niet hoeven te gebruiken.
Sinds 2005 is de PTA ook per tram bereikbaar. Tramlijn 16 werd toen verlengd naar de Piet Heinkade. Tussen 2006 en 2012 nam lijn 25 de route tussen Centraal Station en PTA over. De IJtram (lijn 26) heeft sinds 2005 een halte bij de PTA en het Muziekgebouw.

## Mogelijke verhuizing
Eind 2016 kwam het bericht dat de PTA gaat verhuizen. De huidige ligging in het centrum van de stad is volgens de verantwoordelijke wethouder onhoudbaar vanwege de hoge druk op de stad van de toeristen. Verder belemmert de terminal het bouwen van bruggen over het IJ tussen Amsterdam-Noord en het stadscentrum. Wanneer er bruggen over het IJ worden gebouwd is het niet meer mogelijk voor cruiseschepen de PTA te bereiken. In 2021 heeft de Commissie D’Hooghe geadviseerd om de PTA te verplaatsen naar de Coenhaven.
Op 20 juli 2023 nam de Amsterdamse gemeenteraad een motie aan met de strekking dat cruiseschepen niet meer mogen aanmeren in de binnenstad. Een meerderheid wil dat de cruiseterminal vlak bij het Centraal Station snel naar een andere locatie verhuisd. Volgens de initiatiefnemers van de motie tasten cruiseschepen de luchtkwaliteit aan en door de toestroom van de toeristen neemt de leefbaarheid van de stad af.

## Omvang cruiseschiptoerisme Amsterdam
In 2014 deden 144 cruiseschepen Amsterdam aan. Hiermee is Amsterdam de grootste cruiseschipvertrek- en aankomsthaven van Nederland. Op de tweede plaats staat IJmuiden met 35 cruiseschepen, gevolgd door Rotterdam met 30 cruiseschepen en Vlissingen met slechts één cruiseschip. In juli 2015 kwam het grootste cruiseschip ooit in Amsterdam: De MSC Splendida. Het schip is 333,33 meter lang en 38 meter breed. In 2015 meerden 134 zeeschepen aan bij de PTA en zij brachten zo'n 280.000 bezoekers naar de stad.
Een cruiseschip dat Amsterdam als tussenhaven aandoet, levert Amsterdam naar schatting € 350.000 op. Deze opbrengst bestaat uit onder andere havengeld, proviand voor het schip voor verdere reizen, uitgaven van de passagiers, vervoerskosten (voornamelijk taxiritten) en souvenirs. Als het cruiseschip Amsterdam als begin- of eindstation heeft, levert het bezoek van het schip Amsterdam € 600.000 op. De meeste van de cruisepassagiers die de PTA in Amsterdam aandoen, komen uit het Verenigd Koninkrijk, de Verenigde Staten en Duitsland.

## Fotogalerij

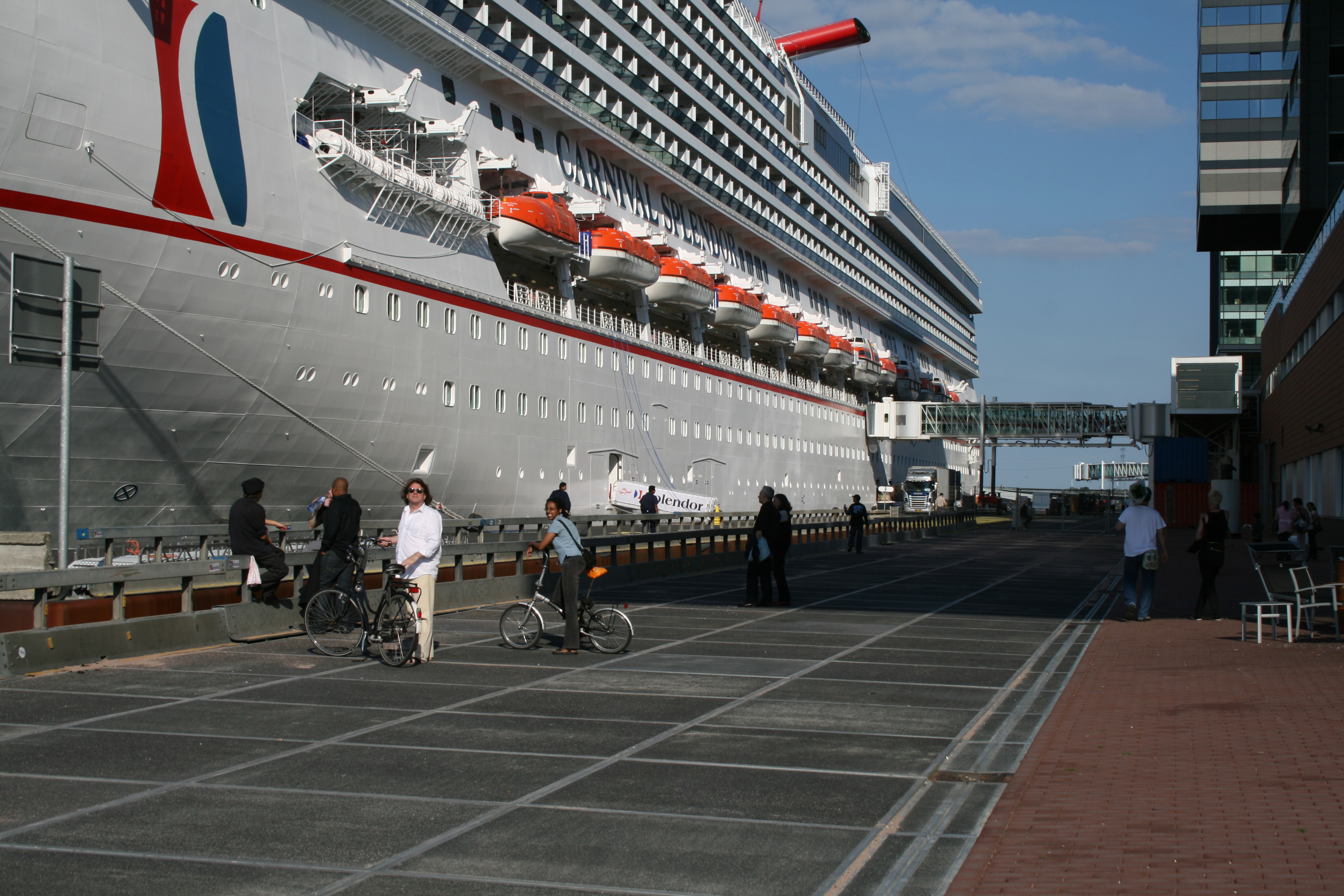
Cruiseschip afgemeerd bij PTA, gezien vanaf de Veemkade
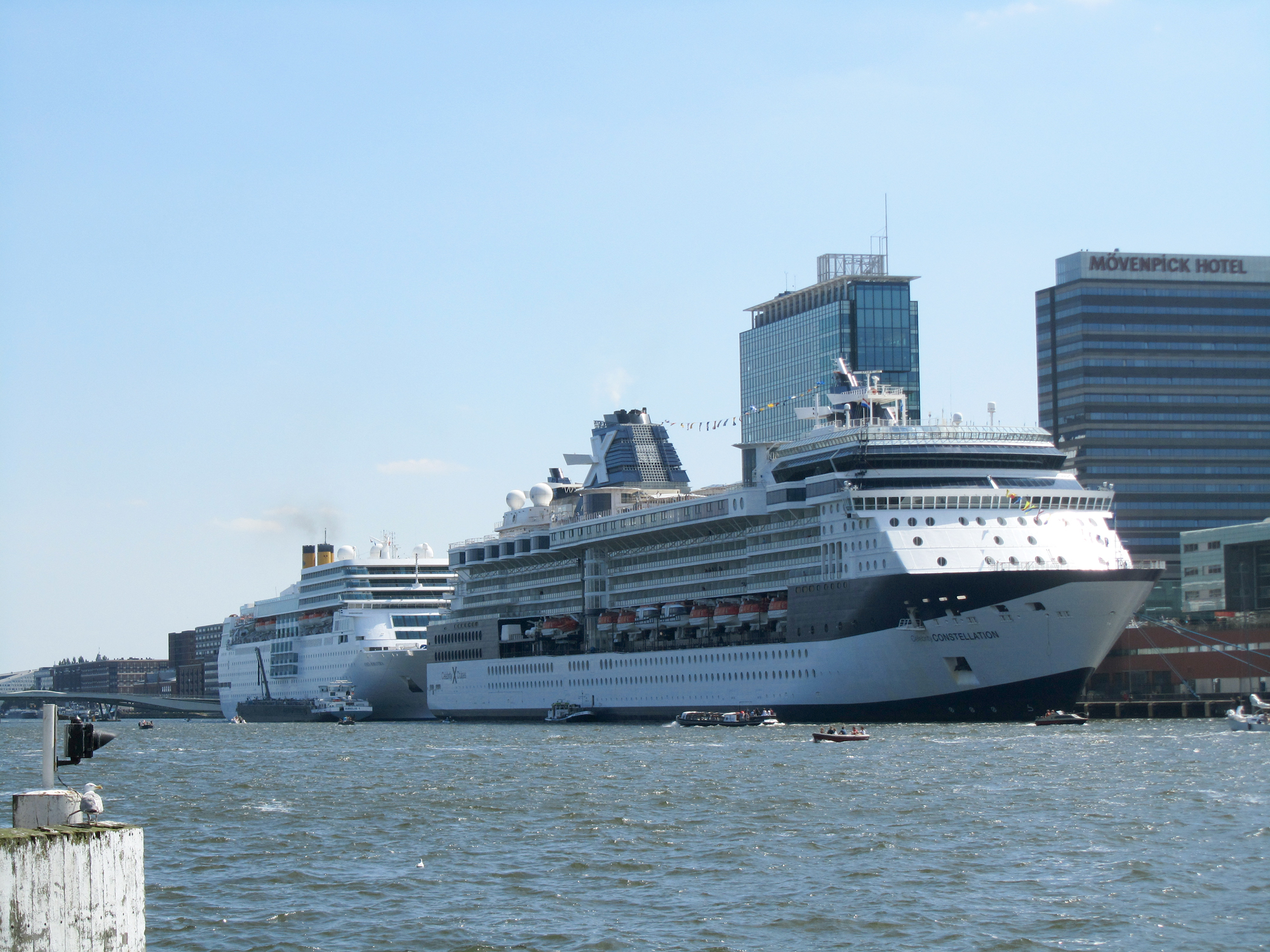
Cruiseschepen afgemeerd aan de PTA, gezien vanaf het IJplein
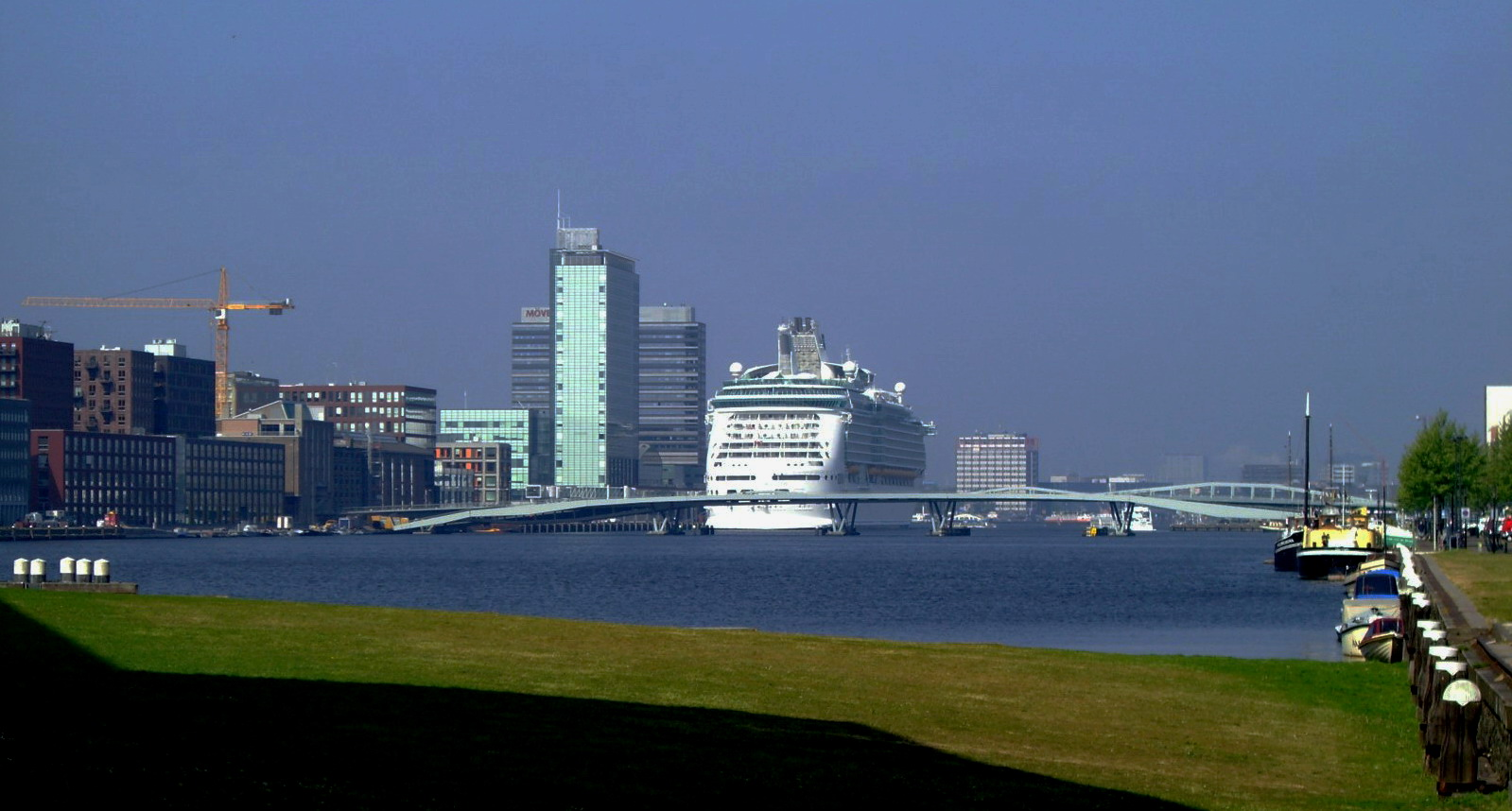
Een cruiseschip bij de PTA, gezien vanaf het KNSM-eiland